# Osseo (Minnesota)
Osseo è una città degli Stati Uniti d'America, situata in Minnesota, nella Contea di Hennepin.